# Deep Waters (1948)
Deep Waters (deutsch: Tiefes Wasser / Unergründliche Fluten) ist ein US-amerikanisches Filmdrama von Henry King aus dem Jahr 1948. Die Filmhandlung beruht auf dem 1946 in New York erschienenen Roman Spoonhandle von Ruth Moore. In den Hauptrollen agieren Dana Andrews und Jean Peters, in tragenden Rollen Cesar Romero, Dean Stockwell und Anne Revere.

## Handlung
Hod Stillwell hat sein Architekturstudium an den Nagel gehängt, um Hummerfischer zu werden. Seine Verlobte, die Sozialarbeiterin Ann Freeman, bricht daraufhin mit ihm und begründet das damit, dass sie es einfach nicht ertragen könne, ständig Angst um ihn zu haben, wenn er auf See sei. Ann weiß, wovon sie redet, denn der elfjährige Donny Mitchell verlor sowohl seinen Vater als auch seinen Onkel, die beide auf See starben. Ann hat Donny ein neues Zuhause bei Mary McKay vermittelt, einer verantwortungsvollen alleinstehenden Frau, der sie zutraut, Donny den richtigen Weg zu weisen. Die Verantwortung für das Kind liegt jedoch weiter bei Ann. Donny, der vom Meer besessen ist, sucht jedoch die Nähe Hods, mit dem er sich alsbald anfreundet. Als Hod von einer Fangtour zurückkehrt, entdeckt er Donny an seiner Hummberbank, wohin er mit einem Beiboot gerudert ist. Der Junge ist im Begriff, zwei der Hummer zu stehlen, weiß jedoch nicht, dass diese Hod und seinem Partner, dem Portugiesen Joe Sangor, gehören. Sangor träumt davon, einen kleinen Bauernhof bewirtschaften zu können. Nachdem die Sache geklärt ist, macht Hod Mary den Vorschlag, Donny samstags auf seinem Boot arbeiten zu lassen. Mary stimmt zu, was bei Donny Glücksgefühle auslöst, darf er doch endlich wieder auf dem Meer sein. Gleich bei seiner ersten Tour fängt der Junge einen großen Heilbutt, worauf er unglaublich stolz ist. Ann, die an diesem Tag zufällig aus ihrem Auto heraus die Beerdigung des Mannes ihrer Nachbarin Molly Thatcher verfolgt hat, der ebenfalls den Tod auf See fand, steht noch ganz unter diesem Eindruck, als sie Donny verbietet, weiter mit Hod aufs Meer hinauszufahren. Sie droht ihm damit, ihn bei einer Familie im Landesinneren unterzubringen, wenn er weiter auf Hods Boot mitfahren sollte. Nur widerwillig beugt Hod sich Anns Verweigerung. 
Donny, der die genauen Umstände von Anns Entscheidung nicht kennt, fühlt sich von Hod verraten und zurückgewiesen. Traurig steht er auf dem Steg, als das Boot ohne ihn aufs Meer hinausfährt. In seiner Enttäuschung läuft Donny in die Stadt und stiehlt in einer Drogerie eine Kamera, die er verkaufen will, um mit dem Geld eine Möglichkeit zu finden, sein derzeitiges Zuhause zu verlassen. Seinen Traum, aufs Meer hinauszufahren, will er um jeden Preis verwirklichen. Erst einmal stiehlt er jedoch ein Boot und begibt sich allein aufs Meer, wo er in einen heftigen Sturm gerät und sozusagen im letzten Moment von Hod und Joe gerettet wird. Für Ann ist das eine Lehre, sie weiß nun, dass sie Donny nicht verbieten kann, in der Nähe des Meeres beziehungsweise auf dem Meer zu sein. Deshalb erlaubt sie ihm, wieder für Hod zu arbeiten. Daraus wird jedoch erst einmal nichts, da Donny wegen der gestohlenen Kamera in eine Besserungsanstalt eingewiesen wird. Inständig bittet er Ann und Mary, Hod nichts von seiner Verfehlung zu sagen, getrieben von der Angst, dass Hod ihn dann nicht mehr sehen wolle.
Als Hod Ann nach Donny fragt, sagt sie ihm nichts. Hod findet jedoch alsbald selbst heraus, was mit Donny geschehen ist. Da Hod dem Jungen die schlimme Situation, in der er sich nun befindet, ersparen will, stellt er beim zuständigen Amt einen Antrag auf Adoption. Bei der Anhörung vor dem Richter sind auch Ann und Mary zugegen, wobei der Richter durchblicken lässt, dass es von Vorteil sei, wenn aus Hod und Ann wieder ein Paar werden würde. Als man Donny befragt, ob er zu Hod und Ann möchte, lehnt er zunächst einmal ab, da er sich zu sehr für das schämt, was er getan hat. Als er jedoch erkennt, dass Hod von seiner Verfehlung weiß und ihn nicht verurteilt und nur sein Bestes will, stimmt er freudig zu. Bei Hod und Ann, die sich inzwischen ausgesprochen haben, findet er ein neues Zuhause. Und auch sein größter Wunsch erfüllt sich, er darf ab jetzt wieder, wenn es passt, mit Hod aufs Meer hinausfahren.

## Produktion

### Produktionsnotizen
Nachdem Twentieth Century Fox Ende Dezember 1946 die Rechte an Ruth Moores Roman gekauft hatte, war Louis de Rochemont als Produzent im Gespräch und Mark Stevens als männlicher Hauptdarsteller. Rochemont beabsichtigte, die Handlung, die im Roman in Massachusetts spielt, im Film ebenfalls dort spielen zu lassen.
Die Dreharbeiten fanden im Zeitraum September bis November 1947 statt. Gedreht wurde in den Twentieth Century Fox Studios in Los Angeles, des Weiteren im Waldo County Courthouse in Belfast, in Vinalhaven und in Knox County Courthouse in Rockland, sämtlichst gelegen in Maine. Im Filmvorspann erscheint der Hinweis: „Alle Szenen im Freien in diesem Film wurden im Bundesstaat Maine in dem mit der Geschichte verbundenen Gebietsrahmen fotografiert.“
Die musikalische Leitung lag bei Lionel Newman, die Orchestral Arrangements bei Maurice de Packh. Lyle R. Wheeler und George W. Davis waren in die Produktion als Artdirectoren eingebunden, Thomas Little als Szenenbildner. Für die Kostüme trug Charles Le Maire die Verantwortung. Ben Nye zeichnete für Make-up und Frisuren verantwortlich, Fred Sersen für die Spezialeffekte. Bernard Freericks und Roger Heman waren für den Tonschnitt zuständig.

### Veröffentlichung
In den Vereinigten Staaten hatte der Film, dessen Arbeitstitel Fisherman Takes a Wife lautete,  am 22. Juli 1948 in New York Premiere. Am 1. Dezember 1948 startete er in Mexiko. Im Mai 1949 wurde er in Finnland veröffentlicht und im Dezember 1949 in Argentinien. Im Januar 1950 startete der Film in Portugal und im Februar 1950 in Japan. Veröffentlicht wurde er zudem in Brasilien, Chile, Griechenland, Italien, Norwegen, Spanien und im Vereinigten Königreich. In Deutschland wurde Deep Waters nicht gezeigt.

## Rezeption

### Kritik
Bei AllMovie bewertete Craig Butler den Film und meinte, Deep Waters sei kein tiefgründiger Film, biete aber eine absolut vernünftige Möglichkeit, ein bisschen Zeit zu verbringen. Vor allem Fans von ‚gestörten Jugendlichen‘ würden von dem Film besonders begeistert sein. Vieles im Film sei zwar schrecklich vorhersehbar und, wie für einen solchen Film üblich, werde es ein bisschen zu oft zu gefühlsselig. Die Beziehung zwischen den beiden erwachsenen Hauptfiguren hingegen sei eher etwas langweilig. Alles in allem, profitiere der Film von einer hervorragenden Leistung […] des jungen Dean Stockwell, der in seinen Szenen wusste, wie man die Leinwand für sich sprechen lässt. Auch Cesar Romero liefere eine sehr lebhafte und erbauliche Leistung ab und Anne Revere eine ziemlich berührende. Zwar seien Dana Andrews und Jean Peters nicht so gut drauf, aber ihre Arbeit sei immer noch mehr als akzeptabel. Besonders hervorzuheben sei Joseph LaShelles Kameraarbeit hinsichtlich einiger schöner, atmosphärischer Orte in Maine sowie der Sturm auf dem Meer.
Derek Winnert sprach auf seiner Seite von einem kleinen, aber ansprechenden Drama, das eine einfache, altmodische Geschichte um ein seeliebendes 12-jähriges Waisenkind erzähle, gespielt von Dean Stockwell. Es handele sich um ein dünnes, aber herziges Familienmelodram ohne Kanten oder Zynismus, das mit lockeren, entspannten Darbietungen und einer attraktiven Besetzung aufwarte. Joseph LaShelle trage zudem mit seinen in schwarzweiß gedrehten Bildern von sehenswerten Orten in Maine zum Gelingen des Films bei. Es sei zwar schwer vorstellbar, dass Kinder der heutigen Zeit sich für den Film begeistern könnten, aber für Erwachsene habe er immer noch Anziehungskraft, vor allem, wenn sie die mitwirkenden Stars mögen würden.
Für Dennis Schwartz stellt der Film ein liebenswürdiges, in Vergessenheit geratenes, verrücktes Familiendrama dar.
Auch Juan Carlos Vizcaíno sprach auf der Seite Fat Bitch Cinema davon, dass dieser Film von Henry King, einer von vielen seines Schöpfers, versteckt und fast ignoriert worden sei, obwohl seine Intimität und Anhäufung von Tugenden, ihn als perfekten Vertreter der besonderen kinematografischen Sensibilität Kings, dieses Königs, ausweise. Glücklicherweise habe sich die Bewertung des Films, die lange Zeit unter einem anderen Blickwinkel gesehen worden sei, inzwischen geändert und weise den Film nun als einen der großen Klassiker des Hollywood-Kinos aus. King wisse, wie man Emotionen hervorrufe. Der Film liefere Aufrichtigkeit und Zuneigung, auch wenn er einer der weniger bekannten Filme eines Henry King in Topform sei. Es sei offensichtlich, dass der große nordamerikanische Pionier, es besonders attraktiv gefunden habe, diese Art von Filmen auf die Leinwand zu bannen. Einige seiner bekanntesten Werke befassten sich mit denselben Aspekten und es wäre gut, wenn die Wirkung, die diese einfache Produktion hervorrufe, endlich ihre erforderliche Anerkennung finden würde.

### Auszeichnung
Oscarverleihung 1949: Ralph Hammeras, Fred Sersen, Edward Snyder und Roger Heman senior waren mit dem Film in der Kategorie „Beste visuelle Effekte“ für einen Oscar nominiert, der jedoch an Paul Eagler, J. McMillan Johnson, Russell Shearman, Clarence Slifer, Charles L. Freeman und James G. Stewart und den Fantasyfilm Jenny ging.

### Nachwirkung
Am 12. September 1949 spielte Dana Andrews seine Rolle in einer Sendung des Lux Radio Theatres, Donna Reed und Jeffrey Silver übernahmen die Rollen von Jean Peters und Dean Stockwell.